# Sessrúmnir
Na mitologia Nórdica, Sessrúmnir ("sala-assento") é a sala da deusa Freyja, localizada na Fólkvangr, um campo onde Freyja recebe metade das pessoas que morrem em batalha, e é também o nome de um navio. Tanto o salão como o navio são atestados na Edda em Prosa, escrita no século XI por Snorri Sturluson. Algumas teorias académicas têm sido propostas em relação a uma potencial relação entre a sala e o navio.

## Teorias
Rudolf Simek teoriza que uma das duas noções de Sessrúmnir (como um navio ou como sala) pode vir de um mal-entendido, pois o significado do nome pode ser entendido em ambos os casos como "espaço com muitos lugares sentados."